# Konary (Wieszowa)
Konary (niem. Kunary, Conar) – niestandaryzowany przysiółek wsi Wieszowa, w gminie Zbrosławice, powiecie tarnogórskim i województwie śląskim. Konary znajdują się w zachodniej części Wieszowy, będąc danym folwarkiem, obecnie ulica Konary, przy drodze do Kamieńca. Należą do parafii w Wieszowie.

## Historia
Konary są po raz pierwszy wspomniane w księdze Liber fundationis episcopatus Vratislaviensis, pod nazwą Conar.
Zapisano tam, że na Konarach uiszczana jest dziesięcina o wartości 0,5 marki, w trzech rodzajach zboża: pszenicy, owsa, żyta. Płacona dziesięcina była większa niż w Wieszowie, Rokitnicy, Grzybowicach, ponieważ Konary były wtedy największą miejscowością w okolicy.
Miejscowości o nazwach Konary było na Śląsku kilka. Ich zadaniami były: hodowla oraz utrzymanie koni dla grodu książęcego (w wieszowskich Konarach były hodowały konie prawdopodobnie dla grodu w Kamieńcu, gdyż nad zalewem i rzeką Dramą odkryto pozostałości grodu pochodzącego z IX w.) 
Z upływem lat wieszowskie Konary stały się  wsią rolniczą, jednak nazwa nie została zmieniona.
Z dokumentu z 16 września 1338 r. wynika, że Konary należały do Świętosławy, siostry  Piotra z Paniów. 
Ostatnimi właścicielami Konar była rodzina Donnersmarcków, która od 1839 do 1945 r. opiekowała się tymi dobrami.
Dawniej samodzielna wieś (gmina jednostkowa) i obszar dworski w powiecie bytomskim na Górnym Śląsku. Po podziale powiatu bytomskiego w 1873 roku znalazły się w powiecie tarnogórskim. W 1885 roku gmina Konary liczyła zaledwie 27 mieszkańców (obszar dworski był niezamieszkany) i już przed 1908 obie jednostki zostały zniesione i włączone do gminy Wieszowa. Po podziale powiatu bytomskiego w 1922 roku granicą państwową, pozostały przy Niemczech, wchodząc najpierw w skład szczątkowego powiatu tarnogórskiego (Restkreis Tarnowitz), a od 1 stycznia 1927 w skład powiatu Beuthen-Tarnowitz. Podczas II wojny światowej, pod administracją III Rzeszy, w składzie gminy Wieschowa (od 27 września 1935 pod nazwą Randsdorf). 
Od 1945 w Polsce (gmina Wieszowa; w tym samym roku Konary zostały dołączone do Wieszowy, tworząc z nią i Glinicami jedną wieś).
W 1996 r. na Konarach mieszkało 50 osób.

## Nazwa
Nazwa Konary powstała dzięki słowom koniarze, koniary – oznaczającym ludzi zajmujących się hodowlą koni.
W latach 1935–1945 Konary nosiły nazwę Meierei (miejsce hodowli krów).

## Transport publiczny
Znajduje się tu przystanek autobusowy Wieszowa Konary [nż], z którego odjeżdża 6 linii autobusowych:
20, 132, 184, 739 oraz 134 i 712 (linie 134, 712, 739 mają trasy objazdowe z powodu remontu mostu w Zbrosławicach).
Kursy są organizowane przez Zarząd Transportu Metropolitalnego
.